# Mount Eddy
Mount Eddy je s nadmořskou výškou 2 752 m nejvyšší horou menšího pohoří Trinity Mountains a nejvyšší horou Klamatských hor.
Mount Eddy leží v krajích Siskiyou County a Trinity County, na severu Kalifornie, ve Spojených státech amerických.
Hora se nachází necelých 25 km jihozápadně od známého kalifornského vulkánu Mount Shasta.
Mount Eddy má devátou nejvyšší prominenci v Kalifornii. Hora je pojmenovaná po první ženské horolezkyni, která vystoupila na Mount Shastu, Olive Eddy.